# Centro Juventud Antoniana
O Centro Juventud Antoniana, também conhecido somente como Juventud Antoniana, é um clube esportivo localizado em Salta, na Argentina. Foi fundado em 12 de janeiro de 1916 por Franciscanos. Sua principal atividade é o futebol, embora também sejam praticados outros esportes, como futsal, vôlei e hóquei sobre grama.
Manda suas partidas no Padre Ernesto Martearena e no Fray Honorato Pistoia, estádios em Salta, com capacidade para 20 408 e 8 000 torcedores, respectivamente. As suas cores são branco, marrom e azul. Atualmente, disputa o Torneo Federal A, terceira divisão do futebol argentino para os clubes indiretamente filiados à Associação do Futebol Argentino (AFA).
Foi o primeiro clube saltenho a disputar o Torneo Nacional (1ª divisão) em 1971, competição na qual também participou em 1973, 1975, 1978, 1983 e 1985, após se classificar por meio dos antigos Torneios Regionais. Permaneceu durante várias temporadas na Primera B Nacional (2ª divisão) e, além disso, conquistou o título do primeiro Torneio Argentino A (3ª divisão) de 1995–95 e também em 1997–98. Além disso foi campeão do Torneio Regional Federal Amador (4ª divisão) de 2021–22.

## História
Em novembro de 1915, o bispo da província de Salta, José Gregorio Calixto Romero, autorizou o padre franciscano Enrique Biagini a criar um espaço de recreação e lazer para os jovens salteños. No dia 6 de dezembro de 1915, em Corrientes, foi redigida em latim a ata de "ereção canônica" do Centro Juventud Antoniana, assinada pelo padre Lorenzo Mondanelli, com uma cópia enviada para Salta e outra para a "Pontificia Università Antonianum", em Roma. O documento chegou a Salta, e a primeira reunião foi realizada na Rua Caseros em 12 de janeiro de 1916, data que ficou oficialmente registrada como a fundação do clube. Azul, branco e marrom foram as cores escolhidas.
A primeira Diretoria foi composta da seguinte forma: engenheiro Alfonso Peralta (presidente), Juan Carlos García (vice-presidente), Vicente Peralta (secretário) e Jorge Isidoro García e Jorge Eckart (vogais).
Em 1921, foi criada a Liga Salteña de Fútbol, responsável por organizar os primeiros campeonatos oficiais da província, sendo o Juventud Antoniana um de seus clubes fundadores. Seu primeiro título na liga local ocorreu em 1928. Em maio de 1931, o clube inaugurou seu estádio, "Fray Honorato Pistoia", com um amistoso contra o Estudiantes de La Plata, vencido pelos "Antonianos" por 2–1. Até 1967, equipes do interior do país não tinham acesso aos torneios organizados pela Associação do Futebol Argentino (AFA). Em 1968, o Juventud Antoniana estreou no Torneio Regional, representando novamente Salta nas edições seguintes, até que, em 1971, conquistou o título e garantiu a primeira classificação de um clube salteño para um torneio da primeira divisão do Campeonato Argentino. Nessa edição, José Artemio Luñiz terminou como artilheiro, sendo o primeiro jogador de um clube do interior do país a alcançar essa marca. Posteriormente, o Juventud Antoniana disputou outras cinco edições da 1ª divisão (Torneio Nacional de 1973, 1975, 1978, 1983 e 1985).
Em 1985, através de uma nova reestruturação do futebol argentino, foi criada o Campeonato Nacional "B" (segunda divisão da AFA). Também foi criado o Torneo del Interior, terceira divisão para clubes do interior, e o Antoniana participou de forma consecutiva entre 1986 e 1995, sem conseguir o acesso, até que o torneio foi substituído pelo Torneo Argentino A (terceira divisão de 1995 até 2014). Na estreia desta nova competição, na temporada de 1995–96, o Santo realizou uma campanha destacada, chegando à final contra o Cipolletti. No jogo de ida, em Salta, houve empate em 0–0. No jogo da volta, vitória fora de casa, com gol de Espeche, garantindo finalmente a promoção ao Nacional B.
O clube permaneceu apenas uma temporada na 2ª divisão, sofrendo o rebaixamento, mas logo retornou à categoria, conquistando o título do Torneo Argentino A em 1998 e assegurando novamente o acesso à principal divisão de acesso. Entre 1988 e 1989 permaneceu 44 partidas invicto, estabelecendo um recorde nacional. Durante a temporada de 1998–99 da Primera B Nacional, esteve próximo de alcançar o acesso à primeira divisão, mas acabou perdendo a final da repescagem do 2º acesso após uma campanha de destaque.
Manteve-se na segunda divisão até 2006, quando sofreu novo rebaixamento, permanecendo por vários anos na 3ª divisão (Argentino A/Federal A), até um novo rebaixamento em 2019, passando a disputar os torneios regionais.  Atualmente compete no Torneo Federal A.
Em nível local, conquistou vinte vezes o Campeonato Anual da Liga Salteña de Fútbol. Além disso, em quatro oportunidades foi campeão do Torneio Confraternidad, disputado entre clubes das ligas regionais de Salta e Jujuy.

## Clássicos
- Principal: Central Norte (também da cidade de Salta).[3]
- Clásico regional: Gimnasia y Esgrima (Jujuy).

## Instalações

### Estádio
- O estádio do clube conta com capacidade para 7 mil pessoas e leva o nome de Fray Honorato Pistoia, em homenagem a um importante sacerdote franciscano, fervoroso torcedor do clube.[5]
- A cancha foi inaugurada em 24 de maio de 1931. Seu nome original era "Basílica Mayor".[5]
- Está localizado no quarteirão delimitado pelas ruas La Rioja, Lerma, Tucumán e Catamarca, na cidade de Salta.[5]
- Atualmente, o estádio é utilizado apenas para as partidas em que o Juventud Antoniana atua como mandante pela Liga Salteña de Fútbol, não estando habilitado para competições oficiais da Asociación del Fútbol Argentino (AFA).[5]

## Títulos
| NACIONAIS | NACIONAIS                         | NACIONAIS | NACIONAIS |
|           | Competição                        | Títulos   | Temporadas |
| --------- | --------------------------------- | --------- | --- |
|           | Campeonato Argentino - 3º Divisão | 2         | Torneo Argentino A 1995-96, 1997-98                                                                                          |
|           | Campeonato Argentino - 4º Divisão | 1         | Torneo Regional Federal Amateur 2021-22                                                                                      |
| REGIONAIS |                                   |           | |
|           | Competição                        | Títulos   | Temporadas |
|           | Campeonato Saltenho - 1° Divisão  | 21        | 1928, 1929, 1930, 1931, 1933, 1934, 1935, 1938, 1953, 1957, 1967, 1970, 1972, 1974, 1975, 1987, 1988, 1991, 1994, 1995, 2021 |
|           | Copa Confraternidad               | 5         | 1984, 1988, 1990, 1992, 1999                                                                                                 |